# Rupert Gebhard

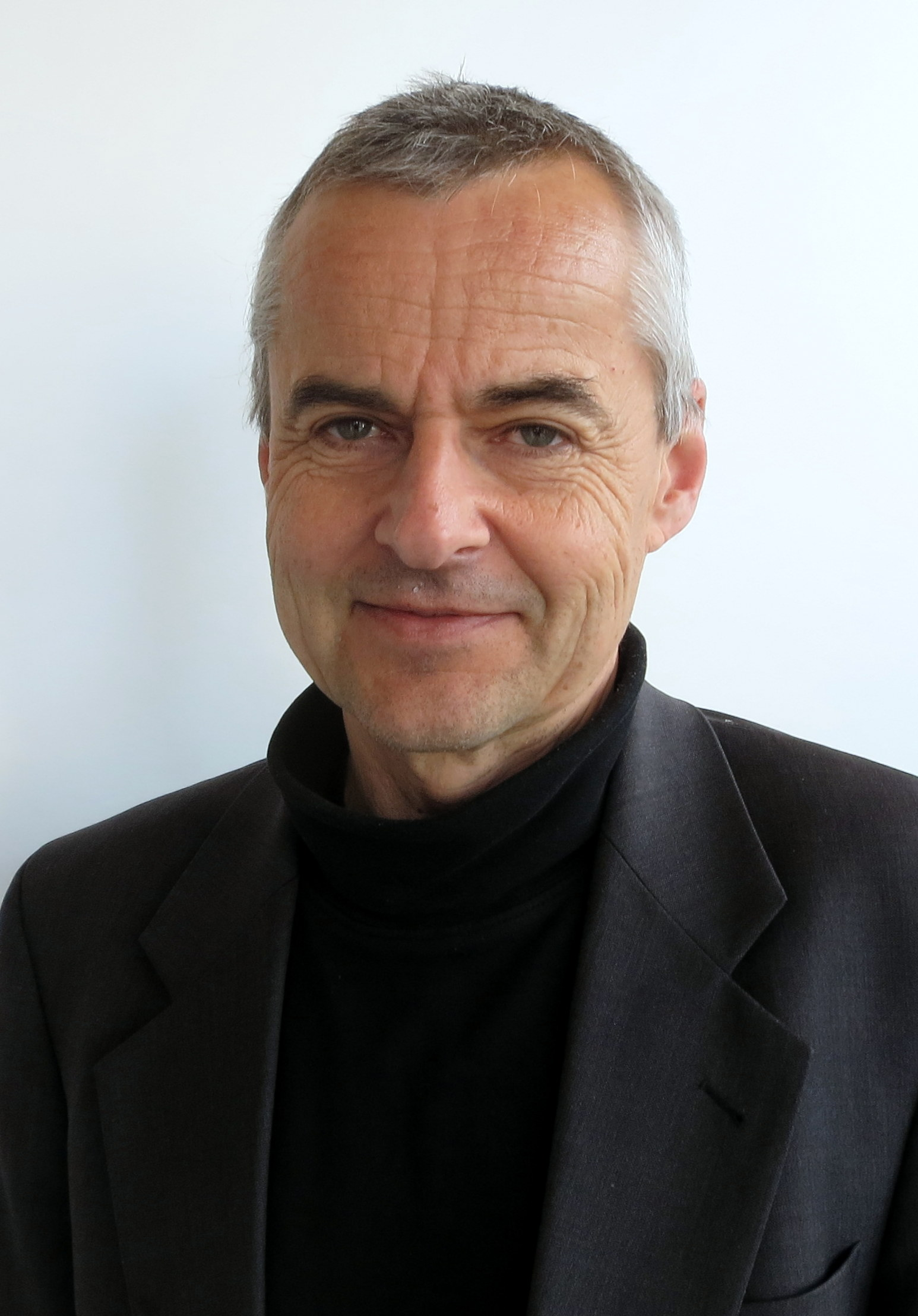
Rupert Gebhard (2017)

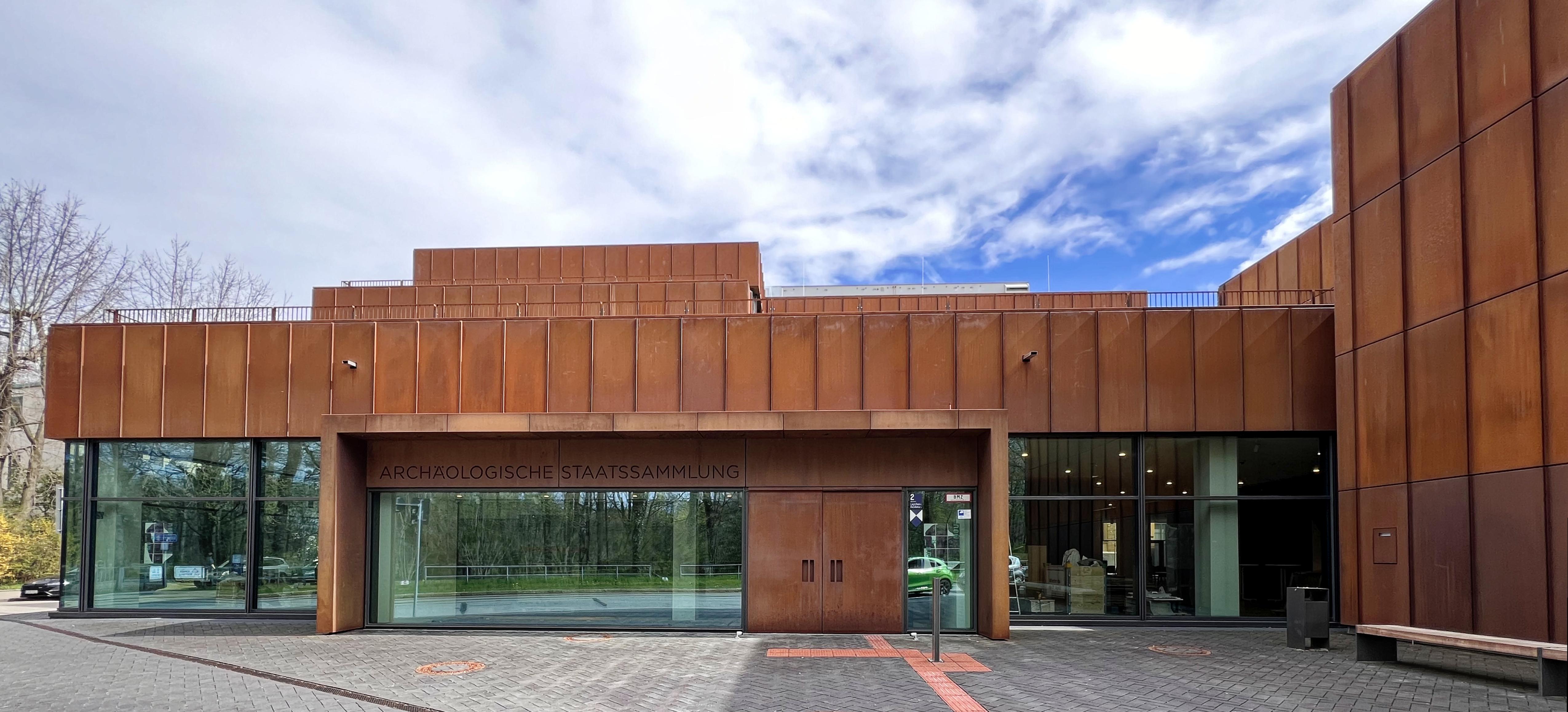
Archäologische Staatssammlung nach der Wiedereröffnung 2024

Rupert Gebhard (* 9. April 1961 in München) ist ein deutscher Prähistorischer Archäologe. Er ist seit 2008 außerplanmäßiger Professor an der Universität München und seit 2010 Leitender Sammlungsdirektor der Archäologischen Staatssammlung München.

## Leben
Nach dem Abitur am Wilhelmsgymnasium München studierte Rupert Gebhard von 1980 bis 1984 Vor- und Frühgeschichte, Provinzialrömische Archäologie und Europäische Ethnologie in München, Bonn und Basel. Als Sohn von Gabriele Gebhard und deren Ehemann Torsten Gebhard (1909–1994), der von 1963 bis 1974 als Generalkonservator am Bayerischen Landesamtes für Denkmalpflege wirkte und in dieser Zeit an der Vorbereitung und fachlichen Entwicklung des Bayerischen Denkmalschutzgesetzes von 1973 maßgeblich mitgewirkt hatte, nahm Rupert Gebhard bereits als Schüler an verschiedenen Grabungen des Bayerischen Landesamtes für Denkmalpflege teil und bearbeitete während seines Studiums als wissenschaftliche Hilfskraft Funde an der Außenstelle Ingolstadt der Römisch-Germanischen Kommission des Deutschen Archäologischen Instituts.

### Karriere und Forschungsreisen
Im Februar 1985 schloss Rupert Gebhard das Studium mit dem Magister Artium ab und wurde im Februar 1986 zum Doktor der Philosophie mit der Arbeit Datierung und Technologie keltischen Glases aus dem Oppidum von Manching  und wurde mit einem Beitrag zur Chronologie der späten Früh- und Mittellatènezeit promoviert. Als Reisestipendiat des Deutschen Archäologischen Instituts bereiste er Frankreich, Spanien, Marokko, Algerien, Tunesien, sowie Ägypten, Yemen, Jordanien, Syrien, Türkei, Griechenland, Bulgarien und Italien. Anschließend setzte er als Wissenschaftlicher Mitarbeiter an der Außenstelle der Deutschen Forschungsgemeinschaft (DFG) in Ingolstadt setzte er die Arbeit mit der Bearbeitung von Fibeln aus dem Oppidum von Manching fort. In dieser Zeit konzipierte er die Abteilung Vor- und Frühgeschichte für das Alpinmuseum Kempten.
1989 kam er als Direktorialassistent und wissenschaftlicher Werkstattleiter an die damalige Prähistorische Staatssammlung München, die von da an den weiteren beruflichen Werdegang Gebhards bestimmte. Ab 1994 fungierte er in der Staatssammlung als Konservator und als wissenschaftlicher Werkstattleiter (Abt. Restaurierung) und wurde 2001 zum Abteilungsleiter für Vor- und Frühgeschichte und Restaurierung ernannt. In dieser Funktion war er auch Stellvertretender Sammlungsdirektor der damals in Archäologischen Staatssammlung umbenannten Einrichtung.
Nach Forschungsreisen – Südamerika (Peru, 1990), Nordamerika (Pueblokulturen, 1992/93) – konzipierte er 1993 die Ausstellung „Das Keltische Jahrtausend“ in Rosenheim, in der die Prähistorische Staatssammlung erstmals öffentlich die Ergebnisse der Ausgrabungen im Oppidum von Manching zusammen mit anderen Zeugnissen der keltischen Kultur präsentierte. 1994/95 entwarf und gestaltete er das Niederbayerische Archäologiemuseum in Landau an der Isar. Es wurde als elfte Zweigstelle der Archäologischen Staatssammlung München eröffnet. Er lieferte ferner 2001 das Konzept der Ausstellung Magie, Mythos, Macht – Gold der alten und der neuen Welt in München.
1997 habilitierte sich Rupert Gebhard an der Universität Regensburg, bekam die Lehrbefugnis für das Fach Vor- und Frühgeschichte und wurde dort 2002 Außerplanmäßiger Professor. Seit 2008 ist er auch Außerplanmäßiger Professor an der Ludwig-Maximilians-Universität München.

### Direktor der Archäologischen Staatssammlung

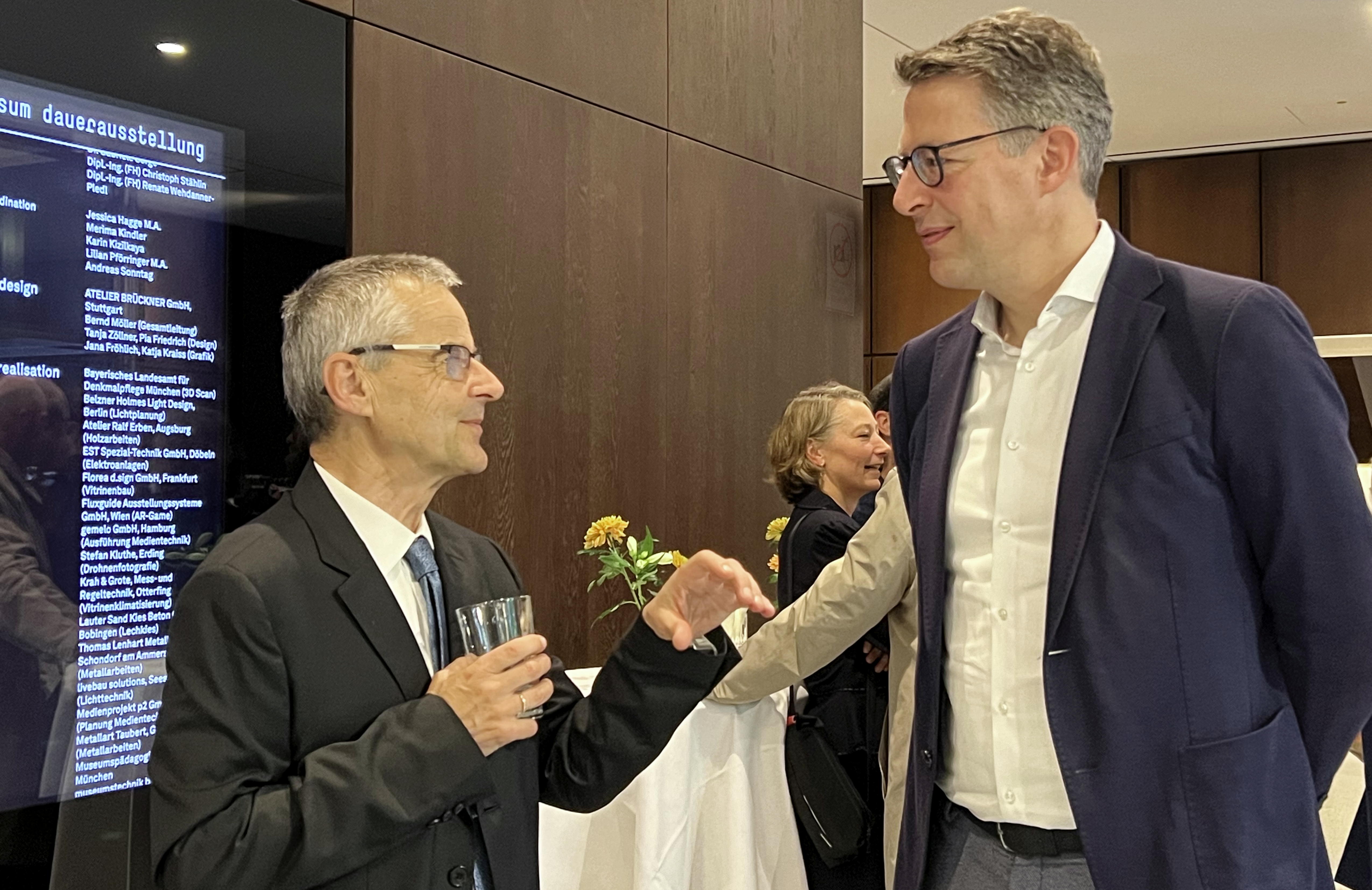
Rupert Gebhard (links) im Gespräch mit Staatsminister Markus Blume bei der Wiedereröffnung

Nachdem er 2006 das Kelten-Römer-Museum in Manching als weiteres Zweigmuseum der Archäologischen Staatssammlung München geschaffen hatte – in Zusammenarbeit mit der Regierung von Oberbayern –, erhielt er den Oberbayerischen Kulturpreis. 2010 wurde er Leitender Sammlungsdirektor dieser Archäologischen Staatssammlung und damit auch Leiter des Münchner Museums für Vor- und Frühgeschichte. Somit war er 2013 auch für die Ausstellung „Alexander der Große – Herrscher der Welt“ verantwortlich, die als archäologische Landesausstellung vom 22. März bis 3. November 2013 im Ausstellungszentrum „Lokschuppen Rosenheim“ stattfand.
Die Dauerausstellung der Archäologischen Staatssammlung ist seit dem 1. August 2016 wegen einer umfangreichen Generalsanierung geschlossen. Die Wiedereröffnung des Museums war für 2020 geplant und wurde dann auf Frühjahr 2024 verschoben. Schließlich wurde sie am 15. April 2024 mit einem Festakt wiedereröffnet und schließlich am 17. April der Öffentlichkeit zugänglich gemacht.

### Kontroverse

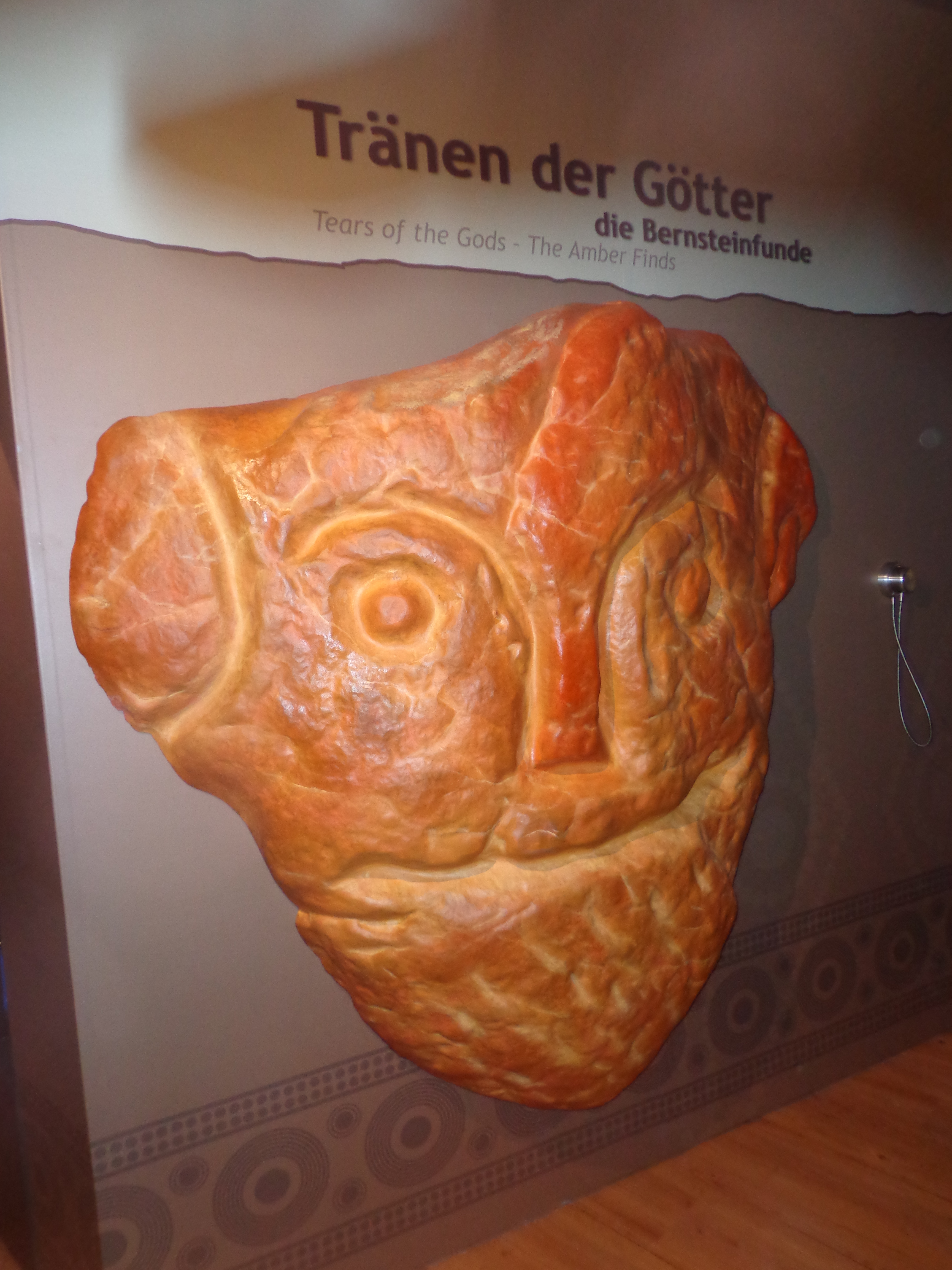
Bernsteingesicht, dessen Authentizität als Teil der Gold- und Bernsteinfunde von Bernstorf umstritten ist.

Seit mehreren Jahren befinden sich Rupert Gebhard und Rüdiger Krause in einem wissenschaftlichen Streit um Authentizitätsprobleme in der Archäologie. Die Fundumstände beim sogenannten Depotfund der Himmelsscheibe von Nebra und bei den Gold- und Bernsteinfunden der bronzezeitlichen Befestigung bei Bernstorf sind noch nicht abschließend geklärt. Ernst Pernicka und Harald Meller sind die Hauptkontrahenten in diesem Streit, in dem es um die Bewertungen der naturwissenschaftlichen Untersuchungen einerseits und die Gesamtumstände der Funde und ihre Gesamtbewertung andererseits geht.

## Auszeichnungen
- 1993 Kurt-Bittel-Preis für Süddeutsche Altertumskunde
- 1997 wurde das Niederbayerische Archäologiemuseum in Landau an der Isar bei der Verleihung des Europäischen Museumspreises ausgezeichnet („Special Commendation“ beim European Museum of the Year Award).
- 2010 erhielt Gebhard den Oberbayerischen Kulturpreis.

## Schriften (Auswahl)
- Der Glasschmuck aus dem Oppidum von Manching (= Die Ausgrabungen in Manching. Band 11). Stuttgart 1989; zugleich philosophische Dissertation München 1986.
- Die Fibeln aus dem Oppidum von Manching (= Die Ausgrabungen in Manching. Band 17). Stuttgart 1991; zugleich Teilschrift der kumulativen Habilitationsschrift Studien zum keltischen Handwerk in Mitteleuropa und zu seinen Beziehungen zur hellenistischen Welt.
- als Hrsg. mit Hermann Dannheimer: Das keltische Jahrtausend (= Ausstellungskataloge der Prähistorischen Staatssammlung München. Band 23). Philipp von Zabern, Mainz 1993, ISBN 3-8053-1514-7.
- Der Goldfund von Bernstorf. In: Bayerische Vorgeschichtsblätter. Band 64, 1999, S. 1–18 (Sonderdruck online).
- mit Karl Heinz Rieder: Zwei bronzezeitliche Bernsteinobjekte mit Bild- und Schriftzeichen aus Bernstorf (Lkr. Freising). In: Germania. Band 80, 2002, S. 115–133.
- mit Werner Häusler, Manfred Moosauer und Ursel Wagner: Remnants of a Bronze Age Rampart in Upper Bavaria: A Mössbauer Study. In: Hyperfine Interactions. Band 154, 2004, S. 181–197, doi:10.1023/B:HYPE.0000032076.38155.f7.
- Die spätkeltische Gräbergruppe von Hörgertshausen, Ldkr. Freising. In: Claus-Michael Hüssen, Walter Irlinger, Werner Zanier (Hrsg.): Spätlatènezeit und frühe römische Kaiserzeit zwischen Alpenrand und Donau (= Kolloquien zur Vor- und Frühgeschichte. Band 8). Habelt, Bonn 2004, ISBN 3-7749-3297-2, S. 105–112.
- mit Rüdiger Krause, Astrid Röpke und Vanessa Bähr: Das Gold von Bernstorf – Authentizität und Kontext in der mittleren Bronzezeit Europas. In: Harald Meller, Roberto Risch, Ernst Pernicka (Hrsg.): Metalle der Macht – Frühes Gold und Silber. 6. Mitteldeutscher Archäologentag vom 17. bis 19. Oktober 2013 in Halle (Saale). = Metals of power – early gold and silver (= Tagungen des Landesmuseums für Vorgeschichte Halle. 11). Teilband 2, Landesamt für Denkmalpflege und Archäologie Sachsen-Anhalt – Landesmuseum für Vorgeschichte, Halle 2014, ISBN 978-3-944507-13-2, S. 761–776.
- mit Rüdiger Krause: Bernstorf. Archäologisch-naturwissenschaftliche Analysen der Gold- und Bernsteinfunde vom Bernstorfer Berg bei Kranzberg, Oberbayern (= Abhandlungen und Bestandskataloge der Archäologischen Staatssammlung München. Band 3 = Frankfurter Archäologische Schriften. Band 31 = Bernstorf-Forschungen. Band 1). Archäologische Staatssammlung München, München 2016, ISBN 978-3-927806-43-6.[5]
- mit Rüdiger Krause: Das Narrativ von Bernstorf. Wissenschaftliches und Postfaktisches zu den Gold- und Bernsteinfunden. In: Archäologische Informationen. Band 42, 2019, S. 251–265 (im Open Access).